# Johann Jakob Geelhausen
Johann Jakob Geelhausen (auch Jan Jakub Gelhausen, * 25. August 1692 in Altenkirchen; † 16. Februar 1737 in Prag) war ein deutscher Mediziner und Rektor der Karls-Universität Prag.

## Leben
Johann Jakob Geelhausen studierte Medizin, wurde zum Dr. phil. und Dr. med. promoviert und wirkte später ab Anfang der 1720er Jahre als Professor an der medizinischen Fakultät der Karls-Universität. Am 5. September 1736 wurde Geelhausen als Nachfolger von Johann Seidel zum Rektor der Universität Prag berufen, starb aber wenig später noch während seines Rektorats. Die Amtsgeschäfte wurden daraufhin vom Prorektor Wenzel Xaver Neumann von Puchholz (1670–1743) bis zur Berufung 1738 von Johann Heilmann übernommen. Am 12. Februar 1732 wurde er auswärtiges Mitglied der Kurfürstlich Brandenburgische Societät der Wissenschaften und am 4. Oktober 1736 wurde er mit dem akademischen Beinamen Glauco II. zum Mitglied (Matrikel-Nr. 465) der Leopoldina gewählt.

## Schriften
- Gemini Patientes Medici Crudelem Tyranni crudelioris curam in ardentissimo Charitatis aestu patientissime sufferentes Sive Divi Cosmas Et Damianus Medendo illustres Patiendo fortes Amando constantes Archiatri More Annuo Coram S.P.Q. Academico In Basilica Teynensi Panegyrica Dictione celebrati. Sub Rectoratu Admodum Reverendi, ac Eximii Patris P. Francisci Fragstein e Societate Jesu, SS. Theologiae Doctoris, Caesareo-Academici Collegii ejusdem Societatis ad S. Clementem Vetero-Pragae, nec non Almae, Caesareae, Regiaeque Universitatis Carolo-Ferdinandeae Pragensis p.t. Rectoris Magnifici. typis Univ. Carolo-Ferd. in Colleg. Soc. Jesu ad S. Clementem, 1716. (Digitalisat)
- Tinctura solis Aquini opus chymicum, seu portio auri, Aqua sapientiae resoluta in pulverem, Vapore virtutis Dei elevata in spiritum, Igne de altari sublimata in essentiam, D. Thomas Aquinas inter sublimes theosophiae Essentias Quinta. Helm, Prag 1720. (Digitalisat)
- Theses physiologicae de alimentorum in ventriculo transmutatione, seu ut e recentioribus quipiam volunt, trituratione . . . (Resp. Joannes Josephus Alexius de Stern- & Legisfeldt) Prag 1724. (Digitalisat)
- Dissertatio Inauguralis Medica De Medicationibus Verno-Autumnalibus. (Resp. Franciscus Carolus Herbst) Helm, Prag 1726. (Digitalisat)
- De Affectibus articularibus arthritico-podagricis. (Resp. Johannes Augustinus Novack) Gerzabek, Prag 1727.
- De pulmonibus neonatorum, aquae supernatantibus, vel in ea subsidentibus, pro eruendo signo certiori... Prag 1728.
- Hoch-Gräffliches Paar-Sternbergisches Bechiner-Baad Sambt Dessen Halt, Nutzen, Würckung und Gebrauch. Helm, Prag 1730 Digitalisat
- Dissertatio inauguralis medica De febribus malignis contagiosis. (Resp. Joannes Josephus Norbertus de Vignet) Prag 1735. (Digitalisat)
- Dissertatio inauguralis mededica de usu lactis medico, sive de curationibus per lac. Gerzabek, Prag 1735. (Digitalisat)